# Bloodhymns
Bloodhymns è un album dei Necrophobic del 2002.

## Tracce
1. Taste of Black – 3:32
2. Dreams Shall Flesh – 5:18
3. Act of Rebellion – 5:03
4. Shadowseeds – 4:56
5. Mourningsoul – 4:49
6. Hellfire – 3:53
7. Cult of Blood – 5:08
8. Roots of Heldrasill – 4:38
9. Blood Anthem – 5:30
10. Among the Storms – 3:14

## Formazione
- Tobias Sidegård - voce, basso
- Sebastian Ramstedt - chitarra
- Johan Bergebäck - chitarra
- Joakim Sterner - batteria